# Parti démocrate populaire (Fidji)
Pour les articles homonymes, voir Parti démocrate populaire.
Le Parti démocrate populaire (en anglais : People's Democratic Party) est un éphémère parti politique fidjien, issu du mouvement syndical. Il est actif de 2013 à 2018.

## Historique
Le parti est fondé en mai 2013 par le Congrès syndical fidjien (Fiji Trades Union Congress, FTUC), « en réponse au déni des droits des travailleurs aux Fidji et au déni des droits de l'homme fondamentaux » par le gouvernement militaire issu du Coup d'État de 2006 aux Fidji. Le gouvernement avait en effet restreint par décret les activités et le fonctionnement des syndicats professionnels. Le parti apparaît donc comme la branche politique des syndicats. Bon nombre de ses fondateurs sont d'anciens membres du Parti travailliste fidjien, et estiment que ce dernier a perdu de sa clarté dans ses valeurs et ses objectifs. 
En mai 2014, Felix Anthony, ancien député travailliste et « farouche opposant » au gouvernement militaire, démissionne de son poste de secrétaire national du FTUC pour prendre la tête du Parti démocrate populaire, dont il est l'un des fondateurs,. Pour les élections législatives de septembre 2014, censées restaurer la démocratie après huit ans de régime militaire, le parti met l'accent sur la justice sociale, l'aide aux démunis, les droits civiques et autres droits de l'homme, et la promotion de l'« harmonie multiculturelle » dans ce pays historiquement marqué par des tensions entre autochtones et Indo-Fidjiens. Le parti obtient 3,2 % des voix, et ne remporte aucun siège,.
En décembre 2017, sous la direction de sa cheffe Lynda Tabuya, le parti annonce son alliance avec le parti conservateur Sodelpa en vue des élections législatives de 2018. Le PDP ne présentera de candidats que sous l'étiquette du Sodelpa, qui de son côté défendra certains des idéaux du Parti démocrate populaire. À cette occasion, étant retenue comme candidate du Sodelpa, Lynda Tabuya démissionne du PDP. Elle justifie cet accord en faisant valoir qu'il constitue la meilleure manière d'obtenir des élus au Parlement. Fin octobre 2018, la Commission électorale dissout le PDP, pour n'avoir pas transmis à la commission un acompte de ses avoirs.